# 弗朗西斯·蓬热
弗朗西斯·吉恩·加斯顿·阿尔弗雷德·蓬热（Francis Jean Gaston Alfred Ponge，1899年3月27日—1988年8月6日）法国诗人。
蓬热生于蒙彼利埃的一个新教家庭。他在巴黎索邦大学学习法律。  1918年至1919年，他在法国军队服役。
蓬格曾在巴黎出版公司伽利玛出版社（1923年至1931年）工作，在第二次世界大战爆发前，他曾賣過一段時間的保险。他于1923年首次發表詩歌。1937年加入法国共产党。
第二次世界大战期间，蓬格是法國抵抗運動的一員。 1947年他退出法国共产党。
1974年，他獲頒纽斯塔特国际文学奖。